# جائزة سان مارينو الكبرى 1999
جائزة سان مارينو الكبرى 1999 هو سباق فورمولا 1 أقيم بتاريخ 2 مايو 1999 في حلبة إنزو دينو فيراري، إيمولا، إميليا-رومانيا، إيطاليا. كان الثالث من أصل 16 في بطولة العالم لسباقات الفورمولا واحد موسم 1999. حلّ الألماني مايكل شوماخر أولا بينما جاء البريطاني ديفيد كولتهارد في المركز الثاني وحصل على المركز الثالث البرازيلي روبنز باركيلو.